# Тыя (разъезд)
Тыя́ — разъезд Северобайкальского региона Восточно-Сибирской железной дороги на Байкало-Амурской магистрали (1043 километр). Разъезд назван по реке Тыя.
Разъезд находится на однопутном участке БАМа, в 2021 году началочсь проектирование двухпутной вставки для разъезда и обгона поездов. В том же году были построены 8,8 км двухпутного пути, железнодорожный мост, путепровод через автодорогу и три пассажирские платформы. Такая скорость работ стала возможной благодаря тому, что насыпь под двухпутную дорогу была отсыпана еще в 1977 году при строительстве БАМа.
Находится на правом берегу реки Гоуджекит, в 1 км западнее места её впадения в реку Тыю, в Северо-Байкальском районе Бурятии.

## Пригородное сообщение по станции[4]
| № поезда  | Маршрут движения          | № поезда  | Маршрут движения          |
| --------- | ------------------------- | --------- | ------------------------- |
| 6368/6370 | Киренга — Северобайкальск | 6369/6367 | Северобайкальск — Киренга |